# Universitaire Sterrenwacht Innsbruck

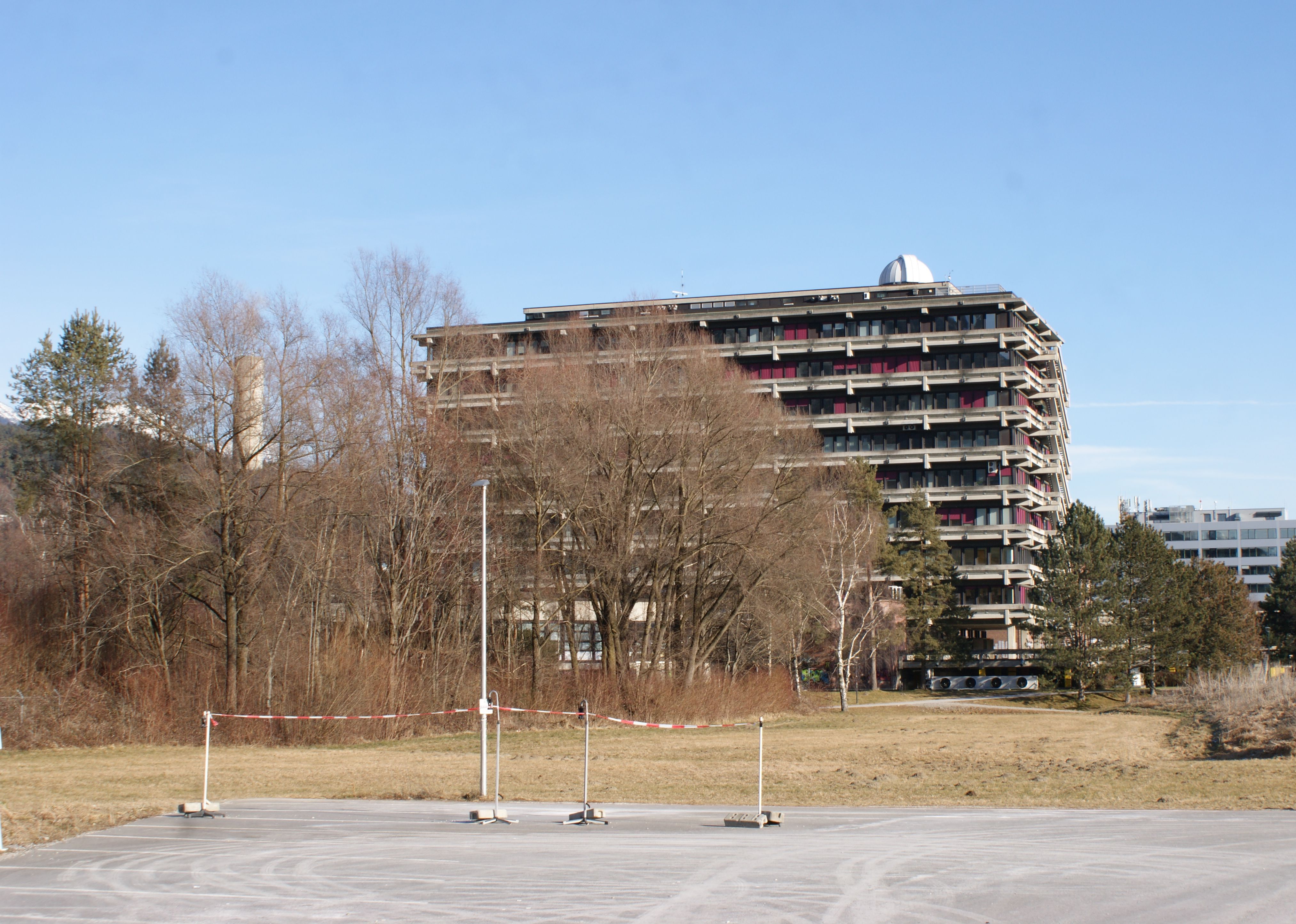
De moderne sterrenwacht op het dak van het Viktor Franz Hess-huis

De Universitaire Sterrenwacht Innsbruck (Duits: Universitäts-Sternwarte Innsbruck) is een astronomisch observatorium in de Oostenrijkse stad Innsbruck. Het is eigendom van, en wordt beheerd door, de instituten voor astrofysica van de Universiteit van Innsbruck.

## Geschiedenis

### Oorspronkelijke sterrenwacht

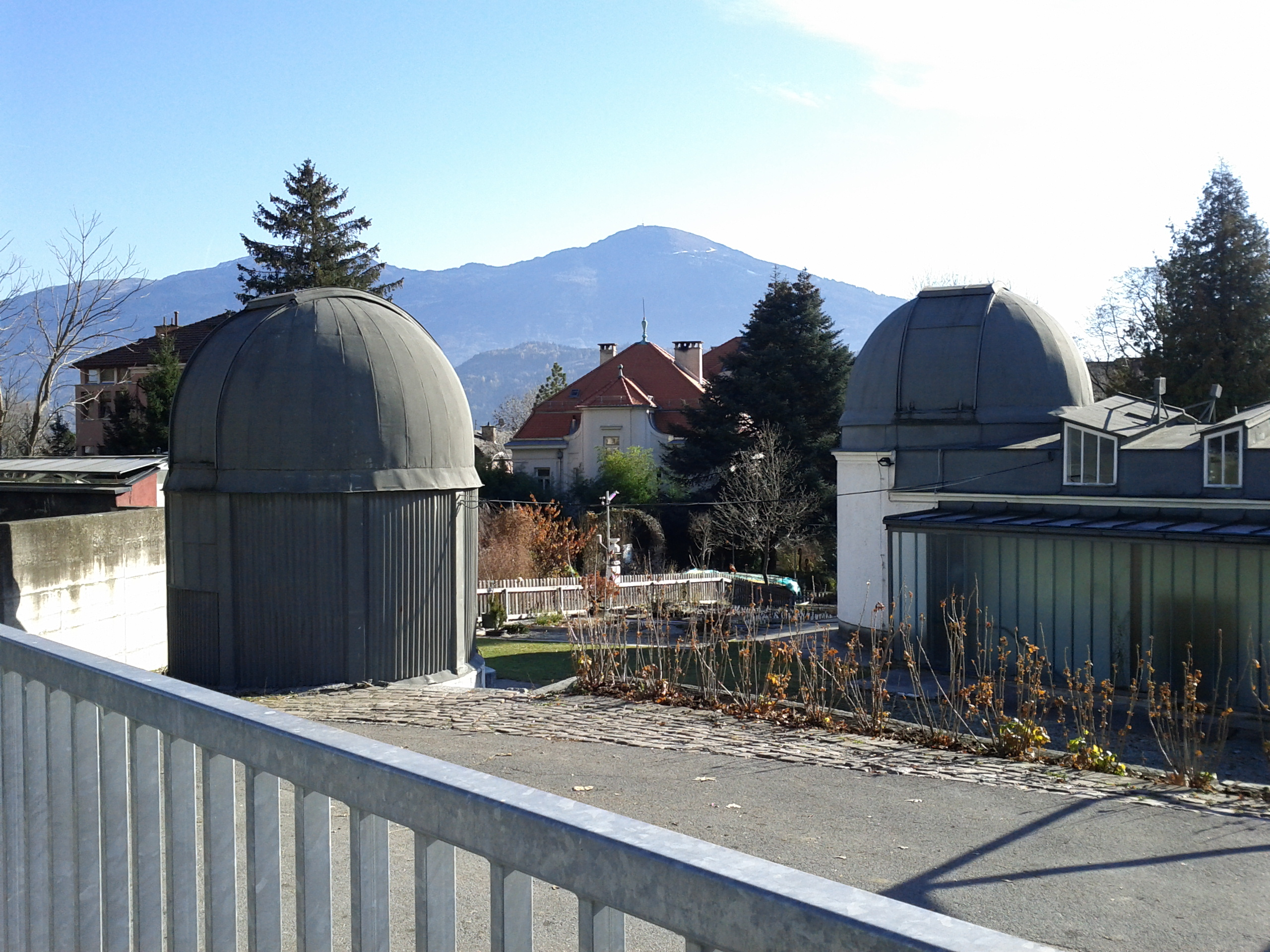
De oorspronkelijke sterrenwacht in de Botanische Tuin in Hötting: hoofdgebouw (rechts) en koepel met 15 cm Coudé-refractor (links)

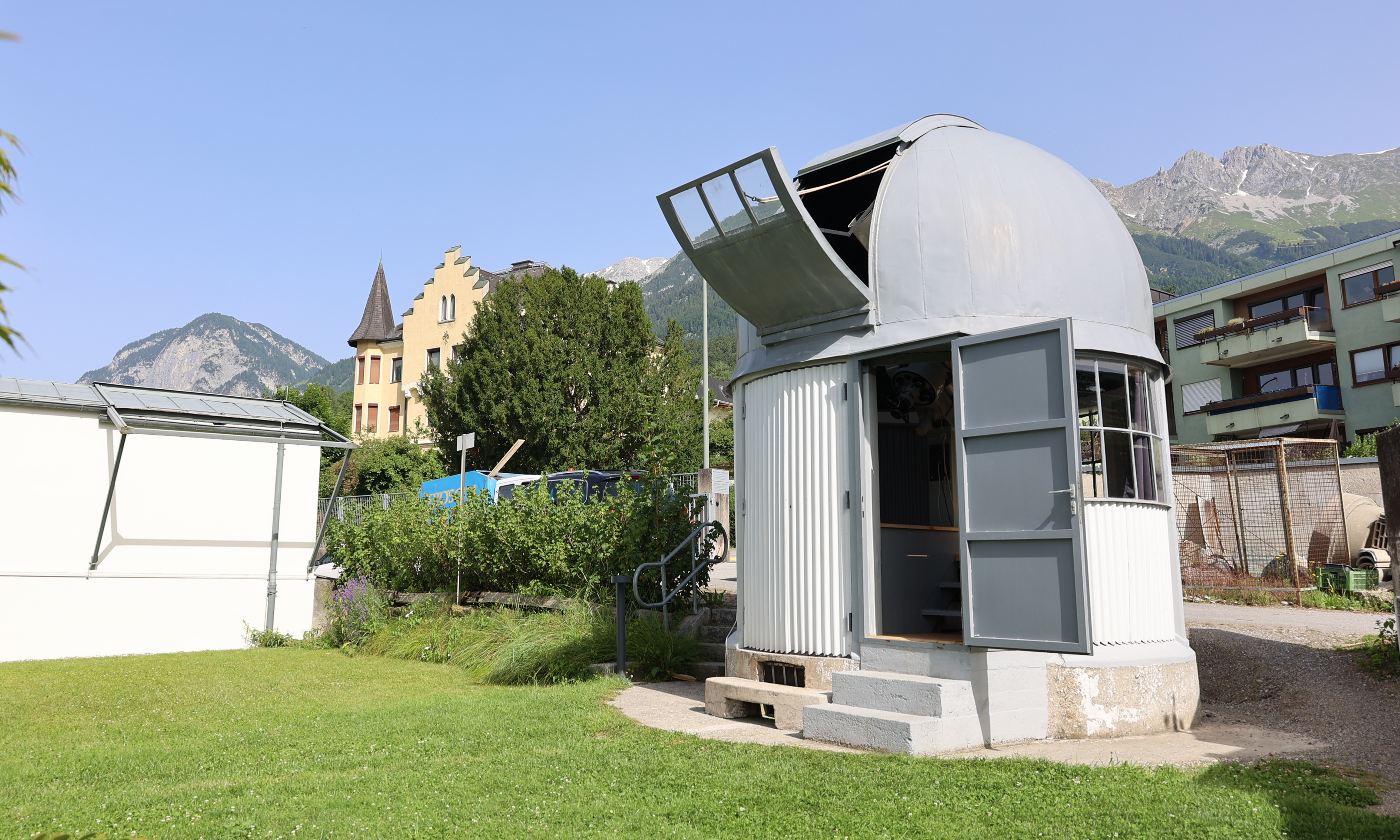
Coudékoepel van de oorspronkelijke sterrenwacht op het terrein van de Botanische Tuin in Hötting, gerenoveerd in 2024

Sinds Eduard von Haerdtl in 1892 werd benoemd, had de Universiteit van Innsbruck een leerstoel voor astronomie, maar geen sterrenwacht. Egon von Oppolzer, die in 1902 als universitair hoofddocent in Innsbruck werd aangesteld, begon in 1904 volgens zijn eigen plannen met de bouw van een sterrenwacht nabij zijn villa in Hötting. Hij financierde dit uit eigen zak, vooral door de verkoop van zijn waardevolle schilderijencollectie. Alleen de spiegeltelescoop van 40 cm werd gefinancierd door de Austrian Academy of Sciences. De universitaire sterrenwacht, ook wel Oppolzer-sterrenwacht (Oppolzersche Sternwarte) genoemd, werd in 1904 opgericht en bevindt zich in de huidige Botanische Tuin (47° 16′ 5,8″ N, 11° 22′ 50″ O).
Oppolzer stierf in 1907 op 38-jarige leeftijd voordat hij zijn werk voltooide. Na zijn dood, na langdurige onderhandelingen, verwierf de staat de sterrenwacht voor 50.000 kronen en nam het in 1909 op in de universiteit. De sterrenwacht werd vervolgens tot de jaren vijftig gebruikt voor onderwijs en onderzoek door studenten en docenten van de Universiteit van Innsbruck. Het gebouw en de uitrusting bleven grotendeels ongewijzigd vanwege geldgebrek. De originele instrumenten zijn niet vervangen door modernere apparaten. Er zijn geen structurele wijzigingen aangebracht.
Uit het dakluik steekt een grote refractietelescoop. Binnen is het donker, daglicht komt door het dakluik. In de vrijstaande koepel, die in 2024 is gerenoveerd, bevindt zich een Zeiss Coudé-refractietelescoop.
Het observatorium vormde de basis voor het latere Instituut voor Sterrenkunde, het huidige Instituut voor Astro- en Deeltjesfysica in het Viktor-Franz-Hess-Haus op de Technologiecampus in Hötting-West. Op de verworven grond rond het observatorium werd de nieuwe botanische tuin van de Universiteit van Innsbruck aangelegd.

#### Apparatuur

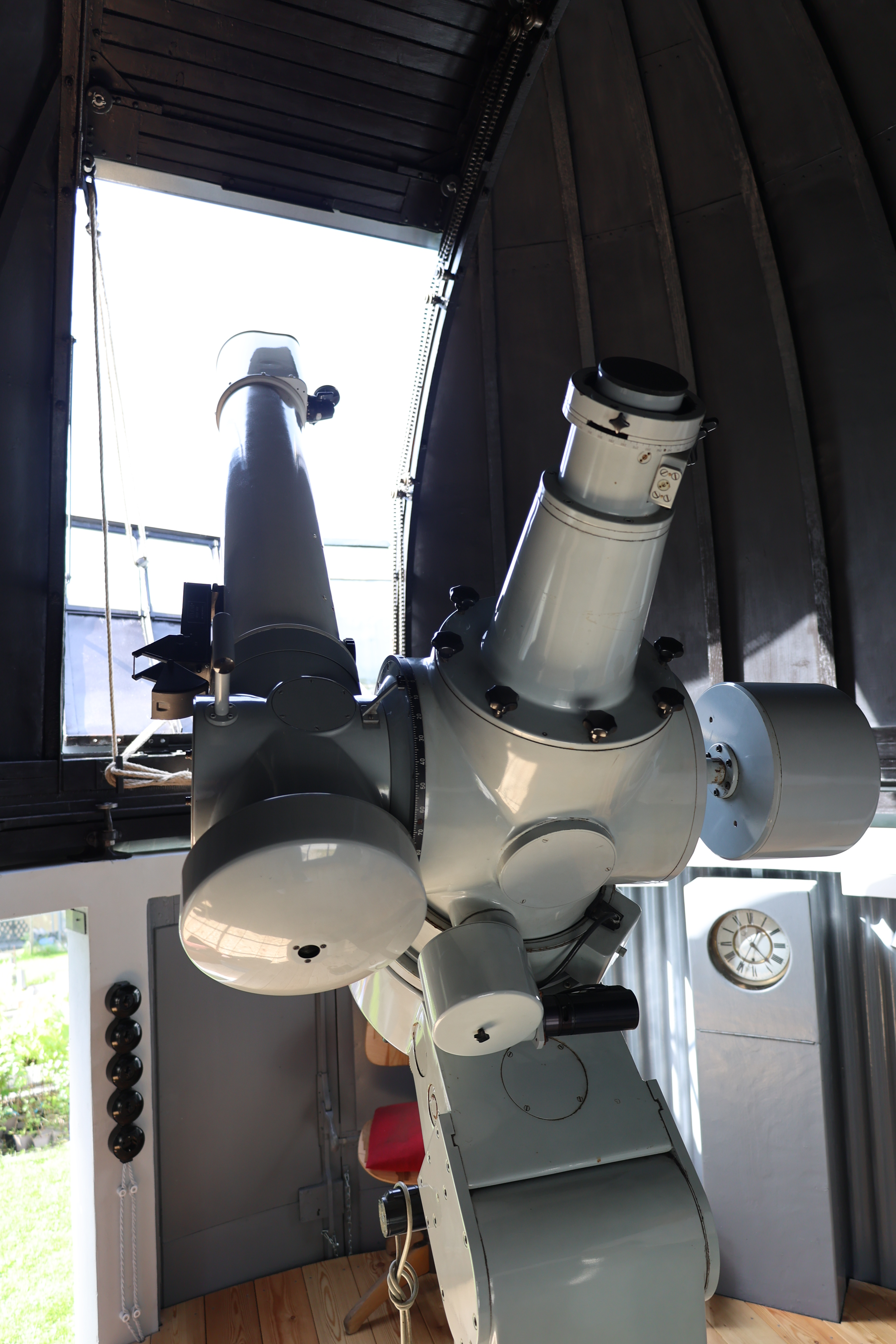
In de vrijstaande koepel, die in 2024 werd gerenoveerd, bevindt zich een Zeiss-Coudé-lenstelescoop.

Het observatorium van twee verdiepingen bestaat uit een meridiaankamer en een koepel aan de oostzijde. Om een snelle temperatuurcompensatie mogelijk te maken, werd het gebouwd met een lichtgewicht constructie van gewapend beton, golfplaten en glas. De werkkamers van Oppolzer en zijn uitgebreide privébibliotheek bevonden zich in zijn villa.
Het belangrijkste instrument was een zenith-telescoop voor het waarnemen van de polaire hoogteschommelingen, die door Gustav Heyde in Dresden werd gebouwd volgens het ontwerp van Oppolzer. In de koepel bevindt zich een Zeiss spiegeltelescoop met een diameter van 40 cm uit 1905, ook wel de "Academie Reflector" genoemd naar de donor, die oorspronkelijk bedoeld was voor stellaire spectroscopie. De originele uitrusting omvat ook een meridiaankijker en een knipperende comparator van Zeiss. De meeste historische instrumenten zijn bewaard gebleven en de sterrenwacht staat vandaag onder monumentenzorg.
De constructie en uitrusting van het observatorium bleven tot na de Tweede Wereldoorlog ongewijzigd. In 1953 en 1968/69 werd het onder Viktor Oberguggenberger en Josef Fuchs uitgebreid en kreeg het onder andere een donkere kamer, een seminarieruimte en een kleine werkplaats. Ten noorden van de historische sterrenwacht bevindt zich een vrijstaande koepel, eveneens gebouwd in 1904. In 1973 werd de oude telescoop vervangen door een door Zeiss gebouwde Coudé-refractor met een opening van 15 cm. Dit wordt nog steeds gebruikt voor cursussen en PR-werk.
| Reflectietelescoop (40 cm) | Universeelinstrument | Knippervergelijker | Meridiaancirkel | Zenithtelescoop | Coudé-Refractortelescoop | Steinheilrefractor |
| -------------------------- | -------------------- | ------------------ | --------------- | --------------- | ------------------------ | ------------------ |
|                            |                      |                    |                 |                 |                          |                    |

#### Renovatie
In 2014 werd het hoofdgebouw van de sterrenwacht in de Botanische Tuin uitgebreid gerenoveerd en geopend als het "Museum Historische Sterrenwacht".
In 2024 werd de vrijstaande Coudé-koepel in de tuin gerenoveerd in nauwe samenwerking met de Federale Vastgoedmaatschappij (BIG) en de Federale Monumentendienst. De renovatie van de Coudé-koepel werd gefinancierd met middelen van de BIG en de Universiteit van Innsbruck.

### Nieuwe sterrenwacht
De nieuwe universitaire sterrenwacht bevindt zich op het dak van het Viktor Franz Hess-huis, waar naast andere wetenschappelijke instituten het Instituut voor Astro- en Deeltjesfysica is gehuisvest, op de Technologiecampus in Hötting-West (47° 15′ 50,9″ N, 11° 20′ 34″ O).
Tijdens de bouw van het gebouw, die in 1986 werd opgeleverd, werd op het dak een koepel gebouwd, waarin in 1996 een Ritchey-Chrétien spiegeltelescoop met een diameter van 60 cm werd opgesteld. Het is sinds 1999 volledig operationeel en wordt naast het opleiden van studenten ook gebruikt voor onderzoek, met name naar veranderlijke sterren. De tweede uitbarsting van het mysterieuze object V838 Mon werd hier in februari 2002 ontdekt.